# Rennae Stubbs
Rennae Stubbs (ur. 26 marca 1971 w Sydney) – australijska tenisistka, specjalistka debla, zwyciężczyni turniejów wielkoszlemowych w grze podwójnej i mieszanej, liderka rankingu deblistek, reprezentantka w Pucharze Federacji.

## Kariera tenisowa
Praworęczna tenisistka znana jest niemal wyłącznie z rywalizacji w grze podwójnej, ale i w singlu może pochwalić się pewnymi osiągnięciami; w swoim najlepszym sezonie w grze pojedynczej (1996) dotarła do miejsca nr 64 na świecie, była w ćwierćfinale turnieju w Essen, III rundzie Canadian Open, wystąpiła też we wszystkich turniejach wielkoszlemowych (jedynie w Australian Open przechodząc jedną rundę). Wśród znanych rywalek, które udało się jej pokonać, są m.in. Silvia Farina, Jelena Lichowcewa, Lisa Raymond (także partnerka deblowa Stubbs); w drodze do ćwierćfinału turnieju w Essen w 1996 Australijka pokonała m.in. ówczesną najlepszą polską tenisistkę, Katarzynę Nowak.
Jako deblistka Rennae Stubbs do listopada 2005 wygrała 52 turnieje, w tym 4 wielkoszlemowe (ponadto dwa tytuły wielkoszlemowe w grze mieszanej). Tworzy lub tworzyła udane duety deblowe przede wszystkim z Lori McNeil, Carą Black i Lisą Raymond. W sierpniu 2000 została po raz pierwszy liderką rankingu światowego w grze podwójnej, początkowo dzieląc to miejsce z partnerką deblową Raymond; kilkakrotnie z Raymond kończyła sezony na czele rankingu najlepszych par deblowych. Uczestniczyła w turniejach Masters (WTA Tour Championships) w 1992, 1993, 1996, 1998, 1999, 2000, 2001 (wygrana w parze z Raymond), 2002, 2004 (finał) i 2005.
Ma na koncie liczne występy reprezentacyjne. W Pucharze Federacji występuje przede wszystkim jako deblistka – w latach 1992–2004 rozegrała w zespole narodowym zaledwie 3 mecze singlowe i 23 deblowe; wygrała 15 pojedynków, przegrała 11. Miała swój duży udział w awansie zespołu australijskiego do finału Pucharu Federacji w 1993, występując we wszystkich meczach w parze z Elizabeth Smylie i pokonując kolejno pary z Niemiec, Danii, Finlandii i Argentyny; w finale Australijki nie sprostały doświadczonym Hiszpankom, Sánchez Vicario i Martinez. Stubbs startowała także na trzech olimpiadach (Atlanta 1996, Sydney 2000 i Ateny 2004); w Atenach dotarła do ćwierćfinału debla (w parze z Alicią Molik), przegrywając z późniejszymi chińskimi mistrzyniami, Li Ting i Sun Tiantian.

## Życie pozasportowe
Jest lesbijką oraz zwolenniczką coming outu. W przeszłości związana była z amerykańską tenisistką Lisą Raymond.

## Historia występów wielkoszlemowych
Legenda
     W, wygrany turniej
     F, przegrana w finale
     SF, przegrana w półfinale
     QF, przegrana w ćwierćfinale
     xR, przegrana w x rundzie
     Qx, przegrana w x rundzie kwalifikacji
     A, brak startu

### Występy w grze pojedynczej
| Australian Open        | Q2  | 2R  | 1R  | 1R  | 2R | 1R  | 1R  | Q2 | 2R  | A   | 1R  | Q3  | Q2  | 0 / 8  | 3 – 8  |  |  |  |  |  |  |  |  |  |  |  |
| French Open            | A   | A   | A   | Q1  | 1R | A   | A   | A  | 1R  | A   | A   | A   | A   | 0 / 2  | 0 – 2  |  |  |  |  |  |  |  |  |  |  |  |
| Wimbledon              | A   | A   | 1R  | 1R  | 2R | 1R  | Q2  | 2R | 1R  | A   | 1R  | Q3  | A   | 0 / 7  | 2 – 7  |  |  |  |  |  |  |  |  |  |  |  |
| US Open                | A   | A   | A   | Q1  | A  | Q3  | Q3  | 1R | 1R  | Q2  | Q1  | A   | A   | 0 / 2  | 0 – 2  |  |  |  |  |  |  |  |  |  |  |  |
|                        |     |     |     |     |    |     |     |    |     |     |     |     |     |        |        |  |  |  |  |  |  |  |  |  |  |  |
| Ranking na koniec roku | 344 | 223 | 270 | 239 | 92 | 170 | 213 | 90 | 108 | 419 | 231 | 254 | 683 | 0 / 19 | 5 – 19 |  |  |  |  |  |  |  |  |  |  |  |

### Występy w grze podwójnej
| Turniej                | 1988 | 1989 | 1990 | 1991 | 1992 | 1993 | 1994 | 1995 | 1996 | 1997 | 1998 | 1999 | 2000 | 2001 | 2002 | 2003 | 2004 | 2005 | 2006 | 2007 | 2008 | 2009 | 2010 | 2011 | Tytuły | Z–P      |  |
| ---------------------- | ---- | ---- | ---- | ---- | ---- | ---- | ---- | ---- | ---- | ---- | ---- | ---- | ---- | ---- | ---- | ---- | ---- | ---- | ---- | ---- | ---- | ---- | ---- | ---- | ------ | -------- |  |
| Australian Open        | A    | 1R   | 2R   | 1R   | A    | QF   | A    | 3R   | 2R   | A    | SF   | SF   | W    | 1R   | SF   | QF   | 1R   | 2R   | QF   | 1R   | QF   | 3R   | SF   | 1R   | 1 / 20 | 41 – 19  |  |
| French Open            | A    | A    | 1R   | 1R   | 3R   | QF   | 3R   | 3R   | 3R   | A    | 1R   | 1R   | 3R   | SF   | F    | 1R   | 3R   | QF   | QF   | 3R   | 3R   | 3R   | 3R   | 3R   | 0 / 21 | 39 – 21  |  |
| Wimbledon              | A    | A    | 1R   | 2R   | QF   | QF   | 3R   | 3R   | 3R   | A    | SF   | 3R   | SF   | W    | QF   | 1R   | W    | 1R   | SF   | QF   | 3R   | F    | QF   | 1R   | 2 / 21 | 54 – 19  |  |
| US Open                | A    | A    | 2R   | 1R   | QF   | QF   | A    | F    | 2R   | 3R   | SF   | 3R   | QF   | W    | 3R   | QF   | 3R   | QF   | QF   | SF   | 1R   | SF   | QF   | 1R   | 1 / 21 | 54 – 20  |  |
|                        |      |      |      |      |      |      |      |      |      |      |      |      |      |      |      |      |      |      |      |      |      |      |      |      |        |          |  |
| Ranking na koniec roku | 160  | 169  | 114  | 72   | 13   | 6    | 17   | 12   | 21   | 34   | 5    | 7    | 6    | 2    | 4    | 10   | 4    | 5    | 6    | 10   | 9    | 7    | 10   | 107  | 4 / 83 | 188 – 79 |  |

### Występy w grze mieszanej
| Turniej         | 1988 | 1989 | 1990 | 1991 | 1992 | 1993 | 1994 | 1995 | 1996 | 1997 | 1998 | 1999 | 2000 | 2001 | 2002 | 2003 | 2004 | 2005 | 2006 | 2007 | 2008 | 2009 | 2010 | 2011 | Tytuły | Z–P     |  |
| --------------- | ---- | ---- | ---- | ---- | ---- | ---- | ---- | ---- | ---- | ---- | ---- | ---- | ---- | ---- | ---- | ---- | ---- | ---- | ---- | ---- | ---- | ---- | ---- | ---- | ------ | ------- |  |
| Australian Open | A    | A    | A    | A    | 1R   | 1R   | QF   | 2R   | 1R   | A    | 1R   | 1R   | W    | SF   | 1R   | SF   | 1R   | QF   | QF   | 2R   | 1R   | 1R   | 1R   | 2R   | 1 / 19 | 20 – 18 |  |
| French Open     | A    | A    | 1R   | 1R   | 3R   | 3R   | 2R   | 3R   | 1R   | A    | 2R   | A    | F    | QF   | 1R   | 1R   | 2R   | 2R   | QF   | 1R   | 1R   | 1R   | 1R   | QF   | 0 / 20 | 15 – 20 |  |
| Wimbledon       | A    | A    | A    | QF   | 3R   | 3R   | A    | 1R   | 2R   | A    | 1R   | A    | 2R   | 2R   | 3R   | 1R   | QF   | 2R   | 3R   | 2R   | 2R   | 3R   | SF   | 1R   | 0 / 18 | 19 – 18 |  |
| US Open         | A    | A    | A    | A    | A    | 1R   | 1R   | 1R   | QF   | 1R   | SF   | SF   | SF   | W    | 1R   | 2R   | SF   | QF   | 1R   | 1R   | QF   | QF   | 1R   | A    | 1 / 18 | 26 – 17 |  |
|                 |      |      |      |      |      |      |      |      |      |      |      |      |      |      |      |      |      |      |      |      |      |      |      |      |        |         |  |
|                 |      |      |      |      |      |      |      |      |      |      |      |      |      |      |      |      |      |      |      |      |      |      |      |      | 2 / 75 | 80 – 73 |  |

### Występy w grze podwójnej w turniejach legend
| Turniej         | 2013 | 2014 | 2015 | 2016 | 2017 | 2018 | 2019 | Tytuły |
| --------------- | ---- | ---- | ---- | ---- | ---- | ---- | ---- | ------ |
| Australian Open | RR   | W    | A    | A    | RR   | W    | RR   | 2 / 5  |
| French Open     | A    | A    | A    | A    | A    | A    | A    | 0 / 0  |
| Wimbledon       | A    | RR   | W    | RR   | RR   | W    | RR   | 2 / 6  |
| US Open         | W    | A    | A    | A    | A    | NH   |      | 1 / 1  |

## Finały turniejów WTA
| Legenda                     | Legenda |
| --------------------------- | ------- |
| Wielki Szlem                |         |
| Igrzyska olimpijskie        |         |
| WTA Tour Championships      |         |
| WTA Doubles Championships   |         |
| 1988 – 2008                 |         |
| Kategoria I                 |         |
| Kategoria II                |         |
| Kategoria III               |         |
| Kategoria IV                |         |
| Kategoria V                 |         |
| 2009 – 2020                 |         |
| WTA Premier Mandatory       |         |
| WTA Premier 5               |         |
| WTA Premier                 |         |
| WTA International Series    |         |
| WTA 125K series (2012–2020) |         |

### Gra podwójna 103 (60–43)
| Końcowy wynik | Nr  | Data                 | Turniej               | Nawierzchnia    | Partnerka               | Przeciwniczki                                      | Wynik finału         |
| ------------- | --- | -------------------- | --------------------- | --------------- | ----------------------- | -------------------------------------------------- | -------------------- |
| Zwyciężczyni  | 1.  | 9 lutego 1992        | Osaka                 | Dywanowa        | Helena Suková           | Sandy Collins Rachel McQuillan                     | 3:6, 6:4, 7:5        |
| Zwyciężczyni  | 2.  | 3 maja 1992          | Hamburg               | Ceglana         | Steffi Graf             | Manon Bollegraf Arantxa Sánchez Vicario            | 4:6, 6:3, 6:4        |
| Zwyciężczyni  | 3.  | 14 czerwca 1992      | Birmingham            | Trawiasta       | Lori McNeil             | Sandy Collins Elna Reinach                         | 5:7, 6:3, 8:6        |
| Zwyciężczyni  | 4.  | 23 sierpnia 1992     | Montreal              | Twarda          | Lori McNeil             | Gigi Fernández Natalla Zwierawa                    | 3:6, 7:5, 7:5        |
| Finalistka    | 1.  | 17 stycznia 1993     | Sydney                | Twarda          | Lori McNeil             | Pam Shriver Elizabeth Smylie                       | 6:7, 2:6             |
| Finalistka    | 2.  | 7 lutego 1993        | Tokio                 | Dywanowa        | Lori McNeil             | Martina Navrátilová Helena Suková                  | 4:6, 3:6             |
| Zwyciężczyni  | 5.  | 28 lutego 1993       | Indian Wells          | Twarda          | Helena Suková           | Ann Grossman Patricia Hy-Boulais                   | 6:3, 6:4             |
| Zwyciężczyni  | 6.  | 2 maja 1993          | Hamburg               | Ceglana         | Steffi Graf             | Łarysa Neiland Jana Novotná                        | 6:4, 7:6             |
| Finalistka    | 3.  | 1 sierpnia 1993      | Portoryko             | Twarda          | Gigi Fernández          | Debbie Graham Ann Grossman                         | 7:5, 5:7, 5:7        |
| Zwyciężczyni  | 7.  | 13 lutego 1994       | Osaka                 | Dywanowa        | Łarysa Neiland          | Pam Shriver Elizabeth Smylie                       | 6:4, 6:7, 7:5        |
| Zwyciężczyni  | 8.  | 22 maja 1994         | Strasburg             | Ceglana         | Lori McNeil             | Patricia Tarabini Caroline Vis                     | 6:3, 3:6, 6:2        |
| Finalistka    | 4.  | 5 lutego 1995        | Tokio                 | Dywanowa        | Lindsay Davenport       | Gigi Fernández Natalla Zwierawa                    | 0:6, 3:6             |
| Finalistka    | 5.  | 19 lutego 1995       | Paryż                 | Twarda          | Manon Bollegraf         | Meredith McGrath Łarysa Neiland                    | 4:6, 1:6             |
| Finalistka    | 6.  | 30 maja 1995         | Edynburg, WTA Doubles | Ceglana         | Manon Bollegraf         | Meredith McGrath Łarysa Neiland                    | 2:6, 6:7(2)          |
| Zwyciężczyni  | 9.  | 18 czerwca 1995      | Birmingham            | Trawiasta       | Manon Bollegraf         | Nicole Bradtke Kristine Radford                    | 3:6, 6:4, 6:4        |
| Finalistka    | 7.  | 10 września 1995     | US Open               | Twarda          | Brenda Schultz-McCarthy | Gigi Fernández Natalla Zwierawa                    | 5:7, 3:6             |
| Finalistka    | 8.  | 5 listopada 1995     | Quebec                | Dywanowa (hala) | Lisa Raymond            | Nicole Arendt Manon Bollegraf                      | 6:7(6), 6:4, 2:6     |
| Finalistka    | 9.  | 3 marca 1996         | Linz                  | Dywanowa        | Helena Suková           | Manon Bollegraf Meredith McGrath                   | 4:6, 4:6             |
| Zwyciężczyni  | 10. | 3 listopada 1996     | Chicago               | Dywanowa (hala) | Lisa Raymond            | Angela Lettiere Nana Miyagi                        | 6:1, 6:1             |
| Zwyciężczyni  | 11. | 17 listopada 1996    | Filadelfia            | Dywanowa (hala) | Lisa Raymond            | Nicole Arendt Lori McNeil                          | 6:4, 3:6, 6:3        |
| Zwyciężczyni  | 12. | 26 października 1997 | Quebec                | Dywanowa (hala) | Lisa Raymond            | Alexandra Fusai Nathalie Tauziat                   | 6:4, 5:7, 7:5        |
| Zwyciężczyni  | 13. | 16 listopada 1997    | Filadelfia            | Dywanowa        | Lisa Raymond            | Lindsay Davenport Jana Novotná                     | 6:3, 7:5             |
| Zwyciężczyni  | 14. | 22 lutego 1998       | Hanower               | Twarda          | Lisa Raymond            | Jelena Lichowcewa Caroline Vis                     | 6:1, 6:7(4), 6:3     |
| Finalistka    | 10. | 5 kwietnia 1998      | Hilton Head           | Ceglana         | Lisa Raymond            | Conchita Martínez Patricia Tarabini                | 6:3, 4:6, 4:6        |
| Finalistka    | 11. | 14 czerwca 1998      | Birmingham            | Trawiasta       | Lisa Raymond            | Els Callens Julie Halard-Decugis                   | 6:2, 4:6, 4:6        |
| Zwyciężczyni  | 15. | 16 sierpnia 1998     | Boston                | Twarda (hala)   | Lisa Raymond            | Mariaan de Swardt Mary Joe Fernández               | 6:4, 6:4             |
| Finalistka    | 12. | 25 października 1998 | Moskwa                | Dywanowa (hala) | Lisa Raymond            | Mary Pierce Natalla Zwierawa                       | 3:6, 4:6             |
| Zwyciężczyni  | 16. | 28 lutego 1999       | Oklahoma              | Twarda          | Lisa Raymond            | Amanda Coetzer Jessica Steck                       | 6:3, 6:4             |
| Finalistka    | 13. | 11 kwietnia 1999     | Amelia Island         | Ceglana         | Lisa Raymond            | Conchita Martínez Patricia Tarabini                | 5:7, 6:0, 4:6        |
| Finalistka    | 14. | 15 sierpnia 1999     | Los Angeles           | Twarda          | Lisa Raymond            | Arantxa Sánchez Vicario Łarysa Neiland             | 2:6, 7:6(5), 0:6     |
| Zwyciężczyni  | 17. | 28 sierpnia 1999     | New Haven             | Twarda          | Lisa Raymond            | Jelena Lichowcewa Jana Novotná                     | 7:6(1), 6:2          |
| Zwyciężczyni  | 18. | 17 października 1999 | Zurich                | Twarda (hala)   | Lisa Raymond            | Nathalie Tauziat Natalla Zwierawa                  | 6:2, 6:2             |
| Zwyciężczyni  | 19. | 24 października 1999 | Moskwa                | Dywanowa        | Lisa Raymond            | Julie Halard-Decugis Anke Huber                    | 6:1, 6:0             |
| Zwyciężczyni  | 20. | 14 listopada 1999    | Filadelfia            | Twarda          | Lisa Raymond            | Chanda Rubin Sandrine Testud                       | 6:1, 7:6(2)          |
| Zwyciężczyni  | 21. | 30 stycznia 2000     | Australian Open       | Twarda          | Lisa Raymond            | Martina Hingis Mary Pierce                         | 6:4, 5:7, 6:4        |
| Zwyciężczyni  | 22. | 21 maja 2000         | Rzym                  | Ceglana         | Lisa Raymond            | Arantxa Sánchez Vicario Magüi Serna                | 6:3, 4:6, 6:3        |
| Zwyciężczyni  | 23. | 27 maja 2000         | Madryt                | Ceglana         | Lisa Raymond            | Gala León García María Sánchez Lorenzo             | 6:1, 6:3             |
| Finalistka    | 15. | 24 czerwca 2000      | Eastbourne            | Trawiasta       | Lisa Raymond            | Ai Sugiyama Nathalie Tauziat                       | 6:2, 3:6, 6:7(3)     |
| Zwyciężczyni  | 24. | 6 sierpnia 2000      | San Diego             | Twarda          | Lisa Raymond            | Lindsay Davenport Anna Kurnikowa                   | 4:6, 6:3, 7:6(6)     |
| Finalistka    | 16. | 12 listopada 2000    | Filadelfia            | Twarda          | Lisa Raymond            | Martina Hingis Anna Kurnikowa                      | 2:6, 5:7             |
| Finalistka    | 17. | 13 stycznia 2001     | Sydney                | Twarda          | Lisa Raymond            | Anna Kurnikowa Barbara Schett                      | 2:6, 5:7             |
| Zwyciężczyni  | 25. | 4 lutego 2001        | Tokio                 | Twarda          | Lisa Raymond            | Anna Kurnikowa Iroda Tulyaganova                   | 7:6(5), 2:6, 7:6(6)  |
| Zwyciężczyni  | 26. | 4 marca 2001         | Scottsdale            | Twarda          | Lisa Raymond            | Kim Clijsters Meghann Shaughnessy                  | Walkower             |
| Finalistka    | 18. | 1 kwietnia 2001      | Miami                 | Twarda          | Lisa Raymond            | Arantxa Sánchez Vicario Nathalie Tauziat           | 0:6, 4:6             |
| Zwyciężczyni  | 27. | 22 kwietnia 2001     | Charleston            | Ceglana         | Lisa Raymond            | Virginia Ruano Pascual Paola Suárez                | 5:7, 7:6(5), 6:3     |
| Finalistka    | 19. | 26 maja 2001         | Madryt                | Ceglana         | Lisa Raymond            | Virginia Ruano Pascual Paola Suárez                | 5:7, 6:2, 6:7(4)     |
| Zwyciężczyni  | 28. | 23 czerwca 2001      | Eastbourne            | Trawiasta       | Lisa Raymond            | Jelena Lichowcewa Cara Black                       | 6:2, 6:2             |
| Zwyciężczyni  | 29. | 8 lipca 2001         | Wimbledon             | Trawiasta       | Lisa Raymond            | Kim Clijsters Ai Sugiyama                          | 6:4, 6:3             |
| Zwyciężczyni  | 30. | 9 września 2001      | US Open               | Twarda          | Lisa Raymond            | Kimberly Po Nathalie Tauziat                       | 6:2, 5:7, 7:5        |
| Zwyciężczyni  | 31. | 4 listopada 2001     | Monachium             | Twarda          | Lisa Raymond            | Cara Black Jelena Lichowcewa                       | 7:5, 3:6, 6:3        |
| Zwyciężczyni  | 32. | 12 stycznia 2002     | Sydney                | Twarda          | Lisa Raymond            | Martina Hingis Anna Kurnikowa                      | Walkower             |
| Zwyciężczyni  | 33. | 3 lutego 2002        | Tokio                 | Twarda          | Lisa Raymond            | Els Callens Roberta Vinci                          | 6:1, 6:1             |
| Zwyciężczyni  | 34. | 3 marca 2002         | Scottsdale            | Twarda          | Lisa Raymond            | Cara Black Jelena Lichowcewa                       | 6:3, 5:7, 7:6(4)     |
| Zwyciężczyni  | 35. | 16 marca 2002        | Indian Wells          | Twarda          | Lisa Raymond            | Jelena Diemientjewa Janette Husárová               | 7:5, 6:0             |
| Zwyciężczyni  | 36. | 31 marca 2002        | Miami                 | Twarda          | Lisa Raymond            | Virginia Ruano Pascual Paola Suárez                | 7:6(4), 6:7(4), 6:3  |
| Zwyciężczyni  | 37. | 21 kwietnia 2002     | Charleston            | Ceglana         | Lisa Raymond            | Alexandra Fusai Caroline Vis                       | 6:4, 3:6, 7:6(4)     |
| Finalistka    | 20. | 9 czerwca 2002       | French Open           | Ceglana         | Lisa Raymond            | Virginia Ruano Pascual Paola Suárez                | 4:6, 2:6             |
| Zwyciężczyni  | 38. | 22 czerwca 2002      | Eastbourne            | Trawiasta       | Lisa Raymond            | Jelena Lichowcewa Cara Black                       | 6:7(5), 7:6(6), 6:2  |
| Zwyciężczyni  | 39. | 28 lipca 2002        | Stanford              | Twarda          | Lisa Raymond            | Janette Husárová Conchita Martínez                 | 6:1, 6:1             |
| Finalistka    | 21. | 11 stycznia 2003     | Sydney                | Twarda          | Conchita Martínez       | Kim Clijsters Ai Sugiyama                          | 3:6, 3:6             |
| Zwyciężczyni  | 40. | 2 lutego 2003        | Tokio                 | Twarda          | Jelena Bowina           | Lindsay Davenport Lisa Raymond                     | 6:3, 6:4             |
| Zwyciężczyni  | 41. | 10 sierpnia 2003     | Los Angeles           | Twarda          | Mary Pierce             | Jelena Bowina Els Callens                          | 6:3, 6:3             |
| Zwyciężczyni  | 42. | 12 października 2003 | Filderstadt           | Twarda          | Lisa Raymond            | Cara Black Martina Navrátilová                     | 6:2, 6:4             |
| Finalistka    | 22. | 2 listopada 2003     | Filadelfia            | Twarda          | Cara Black              | Martina Navrátilová Lisa Raymond                   | 3:6, 4:6             |
| Zwyciężczyni  | 43. | 17 stycznia 2004     | Sydney                | Twarda          | Cara Black              | Dinara Safina Meghann Shaughnessy                  | 7:5, 3:6, 6:4        |
| Zwyciężczyni  | 44. | 8 lutego 2004        | Tokio                 | Twarda          | Cara Black              | Jelena Lichowcewa Magdalena Maleewa                | 6:0, 6:1             |
| Finalistka    | 23. | 22 maja 2004         | Wiedeń                | Ceglana         | Cara Black              | Martina Navrátilová Lisa Raymond                   | 2:6, 5:7             |
| Zwyciężczyni  | 45. | 4 lipca 2004         | Wimbledon             | Trawiasta       | Cara Black              | Liezel Huber Ai Sugiyama                           | 6:3, 7:6(5)          |
| Zwyciężczyni  | 46. | 1 sierpnia 2004      | San Diego             | Twarda          | Cara Black              | Virginia Ruano Pascual Paola Suárez                | 4:6, 6:1, 6:4        |
| Zwyciężczyni  | 47. | 10 października 2004 | Filderstadt           | Twarda          | Cara Black              | Anna-Lena Grönefeld Julia Schruff                  | 6:3, 6:2             |
| Zwyciężczyni  | 48. | 24 października 2004 | Zurich                | Twarda (hala)   | Cara Black              | Virginia Ruano Pascual Paola Suárez                | 6:4, 6:4             |
| Finalistka    | 24. | 15 listopada 2004    | Los Angeles           | Twarda          | Cara Black              | Nadieżda Pietrowa Meghann Shaughnessy              | 5:7, 2:6             |
| Finalistka    | 25. | 3 kwietnia 2005      | Miami                 | Twarda          | Lisa Raymond            | Swietłana Kuzniecowa Alicia Molik                  | 5:7, 7:6(5), 2:6     |
| Zwyciężczyni  | 49. | 18 czerwca 2005      | Eastbourne            | Trawiasta       | Lisa Raymond            | Jelena Lichowcewa Wiera Zwonariowa                 | 6:3, 7:5             |
| Zwyciężczyni  | 50. | 31 lipca 2005        | Stanford              | Twarda          | Cara Black              | Jelena Lichowcewa Wiera Zwonariowa                 | 6:3, 7:5             |
| Finalistka    | 26. | 2 października 2005  | Luksemburg            | Twarda (hala)   | Cara Black              | Lisa Raymond Samantha Stosur                       | 5:7, 1:6             |
| Finalistka    | 27. | 17 października 2005 | Moskwa                | Twarda (hala)   | Cara Black              | Lisa Raymond Samantha Stosur                       | 2:6, 4:6             |
| Zwyciężczyni  | 51. | 23 października 2005 | Zurich                | Twarda (hala)   | Cara Black              | Daniela Hantuchová Ai Sugiyama                     | 6:7(6), 7:6(4), 6:3  |
| Zwyciężczyni  | 52. | 6 listopada 2005     | Filadelfia            | Twarda (hala)   | Cara Black              | Lisa Raymond Samantha Stosur                       | 6:4, 7:6(4)          |
| Finalistka    | 28. | 13 listopada 2005    | Los Angeles           | Twarda (hala)   | Cara Black              | Lisa Raymond Samantha Stosur                       | 7:6(5), 5:7, 4:6     |
| Finalistka    | 29. | 7 stycznia 2006      | Gold Coast            | Twarda          | Cara Black              | Dinara Safina Meghann Shaughnessy                  | 2:6, 3:6             |
| Zwyciężczyni  | 53. | 13 stycznia 2004     | Sydney                | Twarda          | Corina Morariu          | Virginia Ruano Pascual Paola Suárez                | 6:3, 5:7, 6:2        |
| Finalistka    | 30. | 5 lutego 2006        | Tokio                 | Dywanowa        | Cara Black              | Lisa Raymond Samantha Stosur                       | 2:6, 1:6             |
| Finalistka    | 31. | 12 lutego 2006       | Paryż                 | Twarda          | Cara Black              | Émilie Loit Květa Peschke                          | 6:7(5), 4:6          |
| Zwyciężczyni  | 54. | 6 sierpnia 2006      | San Diego             | Twarda          | Cara Black              | Anna-Lena Grönefeld Meghann Shaughnessy            | 6:2, 6:2             |
| Finalistka    | 32. | 8 października 2006  | Stuttgart             | Twarda          | Cara Black              | Lisa Raymond Samantha Stosur                       | 3:6, 4:6             |
| Zwyciężczyni  | 55. | 22 października 2006 | Zurich                | Twarda (hala)   | Cara Black              | Liezel Huber Katarina Srebotnik                    | 7:5, 7:5             |
| Finalistka    | 33. | 12 listopada 2006    | Madryt                | Twarda (hala)   | Cara Black              | Lisa Raymond Samantha Stosur                       | 6:3, 3:6, 3:6        |
| Finalistka    | 34. | 4 lutego 2007        | Tokio                 | Dywanowa        | Vania King              | Lisa Raymond Samantha Stosur                       | 6:7(6), 6:3, 5:7     |
| Finalistka    | 35. | 24 czerwca 2007      | Eastbourne            | Trawiasta       | Květa Peschke           | Lisa Raymond Samantha Stosur                       | 7:6(5), 4:6, 3:6     |
| Zwyciężczyni  | 56. | 12 sierpnia 2007     | Los Angeles           | Twarda          | Květa Peschke           | Alicia Molik Mara Santangelo                       | 6:0, 6:1             |
| Zwyciężczyni  | 57. | 7 października 2007  | Stuttgart             | Twarda          | Květa Peschke           | Chan Yung-jan Dinara Safina                        | 6:7(5), 7:6(4), 10-2 |
| Zwyciężczyni  | 58. | 21 października 2007 | Zurich                | Twarda (hala)   | Květa Peschke           | Lisa Raymond Francesca Schiavone                   | 7:5, 7:6(1)          |
| Zwyciężczyni  | 59. | 23 lutego 2008       | Ad-Dauha              | Twarda          | Květa Peschke           | Cara Black Liezel Huber                            | 6:1, 5:7, 10-7       |
| Finalistka    | 36. | 21 czerwca 2008      | Eastbourne            | Trawiasta       | Květa Peschke           | Cara Black Liezel Huber                            | 6:2, 0:6, 8-10       |
| Finalistka    | 37. | 5 października 2008  | Stuttgart             | Twarda          | Květa Peschke           | Anna-Lena Grönefeld Patty Schnyder                 | 2:6, 4:6             |
| Finalistka    | 38. | 9 listopada 2008     | Ad-Dauha              | Twarda          | Květa Peschke           | Cara Black Liezel Huber                            | 1:6, 5:7             |
| Finalistka    | 39. | 20 czerwca 2009      | Eastbourne            | Trawiasta       | Samantha Stosur         | Akgul Amanmuradova Ai Sugiyama                     | 4:6, 3:6             |
| Finalistka    | 40. | 5 lipca 2009         | Wimbledon             | Trawiasta       | Samantha Stosur         | Serena Williams Venus Williams                     | 6:7(4), 4:6          |
| Finalistka    | 41. | 23 sierpnia 2009     | Toronto               | Twarda          | Samantha Stosur         | Nuria Llagostera Vives María José Martínez Sánchez | 6:2, 5:7, 9-11       |
| Zwyciężczyni  | 60. | 19 czerwca 2010      | Eastbourne            | Trawiasta       | Lisa Raymond            | Květa Peschke Katarina Srebotnik                   | 6:2, 2:6, 13-11      |
| Finalistka    | 42. | 8 sierpnia 2010      | San Diego             | Twarda          | Lisa Raymond            | Marija Kirilenko Zheng Jie                         | 4:6, 4:6             |
| Finalistka    | 43. | 15 sierpnia 2010     | Cincinnati            | Twarda          | Lisa Raymond            | Wiktoryja Azaranka Marija Kirilenko                | 6:7(4), 6:7(8)       |

### Gra mieszana 3 (2–1)
| Końcowy wynik | Nr | Data             | Turniej         | Nawierzchnia | Partner         | Przeciwnicy                             | Wynik finału   |
| ------------- | -- | ---------------- | --------------- | ------------ | --------------- | --------------------------------------- | -------------- |
| Zwyciężczyni  | 1. | 29 stycznia 2000 | Australian Open | Twarda       | Jared Palmer    | Arantxa Sánchez Vicario Todd Woodbridge | 7:5, 7:6(3)    |
| Finalistka    | 1. | 11 czerwca 2000  | French Open     | Ceglana      | Todd Woodbridge | Mariaan de Swardt David Adams           | 3:6, 6:3, 3:6  |
| Zwyciężczyni  | 2. | 8 września 2001  | US Open         | Twarda       | Todd Woodbridge | Lisa Raymond Leander Paes               | 6:4, 5:7, 11–9 |

## Występy w Turnieju Mistrzyń

### W grze podwójnej
| Rok  | Rezultat    | Partnerka       | Przeciwniczki                         | Wynik             |
| 1992 | Ćwierćfinał | Lori McNeil     | Gigi Fernández Natalla Zwierawa       | 4:6, 6:4, 4:6     |
| 1993 | Ćwierćfinał | Lori McNeil     | Łarysa Neiland Jana Novotná           | 4:6, 6:3, 2:6     |
| 1996 | Ćwierćfinał | Lisa Raymond    | Lindsay Davenport Mary Joe Fernández  | 2:6, 2:6          |
| 1998 | Półfinał    | Lisa Raymond    | Lindsay Davenport Natalla Zwierawa    | 3:6, 1:6          |
| 1999 | Półfinał    | Lisa Raymond    | Martina Hingis Anna Kurnikowa         | 6:4, 6:7(3), 0:6  |
| 2000 | Półfinał    | Lisa Raymond    | Martina Hingis Anna Kurnikowa         | 4:6, 2:6          |
| 2001 | Zwycięstwo  | Lisa Raymond    | Cara Black Jelena Lichowcewa          | 7:5, 3:6, 6:3     |
| 2002 | Półfinał    | Lisa Raymond    | Cara Black Jelena Lichowcewa          | 6:3, 3:6, 6:7(4)  |
| 2004 | Finał       | Cara Black      | Nadieżda Pietrowa Meghann Shaughnessy | 5:7, 2:6          |
| 2005 | Finał       | Cara Black      | Lisa Raymond Samantha Stosur          | 7:6(4), 5:7, 4:6  |
| 2006 | Finał       | Cara Black      | Lisa Raymond Samantha Stosur          | 6:3, 3:6, 3:6     |
| 2007 | Półfinał    | Květa Peschke   | Cara Black Liezel Huber               | 6:7, 6:4, 6–10    |
| 2008 | Finał       | Květa Peschke   | Cara Black Liezel Huber               | 1:6, 5:7          |
| 2009 | Półfinał    | Samantha Stosur | Cara Black Liezel Huber               | 6:3, 6:7(3), 8–10 |
| 2010 | Półfinał    | Lisa Raymond    | Květa Peschke Katarina Srebotnik      | 6:7(6), 3:6       |

## Występy w igrzyskach olimpijskich

### Gra pojedyncza
| Runda                                                                             | Przeciwniczka                    | Wynik    |  |
| --------------------------------------------------------------------------------- | -------------------------------- | -------- |  |
|                                                                                   |                                  |          |  |
| Letnie Igrzyska Olimpijskie w Atlancie 1996, reprezentując państwo Australia [WC] |                                  |          |  |
| I runda                                                                           | Bułgaria: Magdalena Maleewa [10] | 2:6, 1:6 |  |

### Gra podwójna
| Runda                                                                        | Partnerka          | Przeciwniczki                                                   | Wynik            |
| ---------------------------------------------------------------------------- | ------------------ | --------------------------------------------------------------- | ---------------- |
|                                                                              |                    |                                                                 |                  |
| Letnie Igrzyska Olimpijskie w Atlancie 1996, reprezentując państwo Australia |                    |                                                                 |                  |
| I runda                                                                      | Nicole Bradtke [5] | Chiny: Chen Li-Ling, Yi Jing-Qian [Alt]                         | walkower         |
|                                                                              |                    |                                                                 |                  |
| Letnie Igrzyska Olimpijskie w Sydney 2000, reprezentując państwo Australia   |                    |                                                                 |                  |
| I runda                                                                      | Jelena Dokić [6]   | Indie: Manisha Malhotra / Nirupama Vaidyanathan                 | 6:0, 6:0         |
| II runda                                                                     | Jelena Dokić [6]   | Holandia: Kristie Boogert / Miriam Oremans                      | 6:2, 6:7(4), 4:6 |
|                                                                              |                    |                                                                 |                  |
| Letnie Igrzyska Olimpijskie w Atenach 2004, reprezentując państwo Australia  |                    |                                                                 |                  |
| I runda                                                                      | Alicia Molik [4]   | Estonia: Maret Ani / Kaia Kanepi                                | 6:4, 6:1         |
| II runda                                                                     | Alicia Molik [4]   | Kolumbia: Catalina Castaño / Fabiola Zuluaga                    | 6:4, 6:2         |
| III runda                                                                    | Alicia Molik [4]   | Chiny: Li Ting / Sun Tiantian [8]                               | 3:6, 2:6         |
|                                                                              |                    |                                                                 |                  |
| Letnie Igrzyska Olimpijskie w Pekinie 2008, reprezentując państwo Australia  |                    |                                                                 |                  |
| I runda                                                                      | Samantha Stosur    | Czechy: Petra Kvitová / Lucie Šafářová                          | 6:1, 6:0         |
| II runda                                                                     | Samantha Stosur    | Hiszpania: Anabel Medina Garrigues / Virginia Ruano Pascual [4] | 6:4, 4:6, 4:6    |

## Finały juniorskich turniejów wielkoszlemowych

### Gra podwójna (1)
| Końcowy wynik | Rok  | Turniej         | Nawierzchnia | Partnerka     | Przeciwniczki                  | Wynik finału |
| Finalistka    | 1988 | Australian Open | Twarda       | Kate McDonald | Jo-Anne Faull Rachel McQuillan | 1:6, 5:7     |